# Alexander Bugera
Alexander Bugera (Amberg, 8 agosto 1978) è un ex calciatore tedesco, di ruolo difensore.

## Palmarès

### Club

#### Competizioni nazionali
- Campionato tedesco: 1

Bayern Monaco: 1998-1999
- Campionato tedesco di seconda divisione: 1

Kaiserslautern: 2009-2010